# Jay Chamberlain
Jay Chamberlain est un ancien pilote automobile américain, né le 29 décembre 1925 à Los Angeles (État de New York) et décédé le 1er août 2001 à Tucson (Arizona). Ami de Colin Chapman, il fut un temps importateur de la marque Lotus aux Etats Unis. Il courut également pour le constructeur britannique, remportant notamment sa catégorie aux 24 Heures du Mans 1957 sur une Lotus XI. En 1962, il disputa plusieurs Grands Prix de Formule 1 sur une Lotus 18, la plupart hors championnat. Cette année-là, il parvint à prendre le départ du Grand Prix de Grande-Bretagne ; ce fut sa seule course de championnat du monde, ses deux autres tentatives au niveau mondial se soldant par des non-qualifications. Peu de temps après, la mise en faillite de son activité commerciale l'obligea à mettre un terme à son activité sportive.